# Chylomicron
 (août 2025).

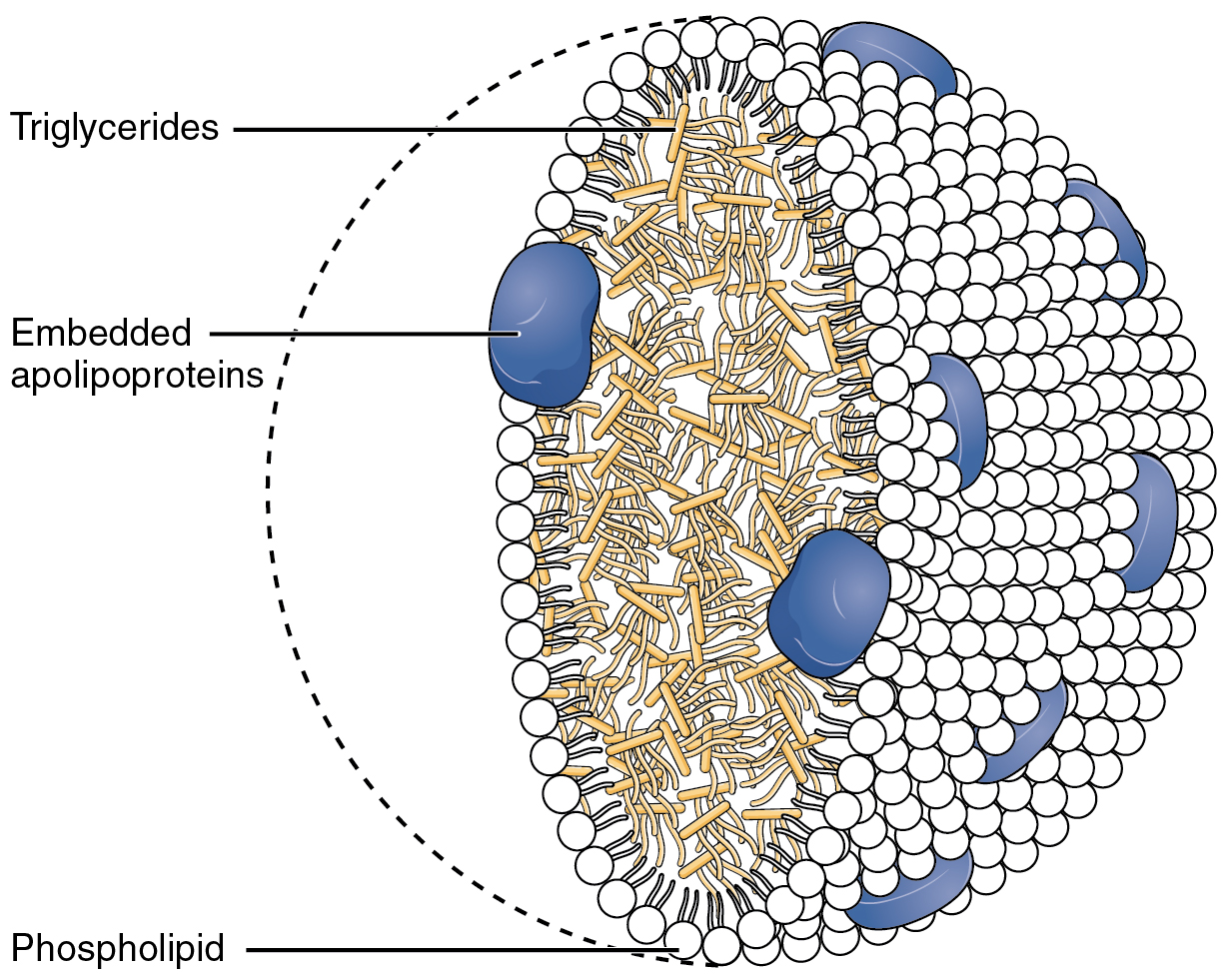
Image schématique d'un chylomicron.

Les chylomicrons (prononciation \ki.lo.mi.kʁɔ̃\) sont des lipoprotéines qui se forment en période de digestion. Elles sont responsables du transport des lipides exogènes de l'intestin grêle dans le sang.
Lors de l'absorption, les divers lipides provenant de l'alimentation, et transportés par les micelles, pénètrent à l'intérieur des entérocytes de l'épithélium intestinal par le plateau strié, via des transporteurs de type "P", chargé d'importer dans les entérocytes les lipides, mais également les composés liposolubles présents dans les graisses digérées (Vitamines A,D, K, E, cholestérol, phytostérol). Une fois à l'intérieur, acides gras et glycérol se regroupent pour former des triglycérides qui se retrouvent enveloppés par des protéines de la membrane du réticulum endoplasmique. Cet ensemble lipides-protéines forme les chylomicrons. 
Les chylomicrons quittent ensuite les cellules de la paroi intestinale, mais ne rejoignent pas les capillaires sanguins : ils sont transportés par voie lymphatique.
Ces chylomicrons natifs sortent par la lymphe intestinale et rejoignent la circulation sanguine au niveau du confluent veineux jugulo-subclavier gauche via le conduit thoracique et sont maturés par un échange d'apoprotéines avec les HDL, ils acquièrent des apolipoprotéines : l'apolipoprotéine E (apoE) et des apolipoprotéines C (apolipoprotéine CIII, etc), tout en cédant l'apolipoprotéine A1 (apoA1). Leur dégradation dans les tissus adipeux et musculaire par la lipoprotéine lipase les transforme en résidus de chylomicrons par déplétion du volume central, pour être ensuite captés par le foie, puis dégradés.
- Densité (par rapport à l'eau) : inférieure à 0,94.
- Diamètre : entre 20 et 1 000 nm.
- Composition : 98 % de lipides (dont 88 % de triglycérides, 8 % de phospholipides et 1 % de cholestérol estérifié), 2 % de protéines.